# Cheilotrichia (Cheilotrichia) guttipennis
Cheilotrichia (Cheilotrichia) guttipennis is een tweevleugelige uit de familie steltmuggen (Limoniidae). De soort komt voor in het Afrotropisch gebied.